# ميليسا مولر (القافزة بالزانة)
ميليسا مولر (بالإنجليزية: Melissa Mueller)‏ هي القافزة بالزانة أمريكية، ولدت في 16 نوفمبر 1972 في وكيشا في الولايات المتحدة.

## وصلات خارجية
- ميليسا مولر على موقع الاتحاد الدولي لألعاب القوى (الإنجليزية)
- ميليسا مولر على موقع أوليمبيديا (الإنجليزية)